# Diseño de regresión discontinua
En estadística, econometría, ciencia política, epidemiología, psicología y otras disciplinas relacionadas, un diseño de regresión discontinua (DRD o RDD en inglés) es un diseño cuasi-experimental pretest-postest que investiga efectos causales de las intervenciones mediante la asignación de un valor de corte o umbral por encima o por debajo de los cuales una intervención es asignada. Mediante la comparación de las observaciones que se extienden estrechamente a ambos lados del umbral, es posible estimar el efecto promedio del tratamiento en entornos en los que la aleatorización era inviable. En primer lugar aplicada por Donald Thistlewaite y Donald T. Campbell a la evaluación de los programas de becas, la RDD se ha vuelto cada vez más popular en los últimos años.

## Ejemplo
La intuición detrás del diseño de regresión discontinua se ilustra muy bien con la evaluación de las becas basadas en el mérito. El principal problema de estimar el efecto causal de este tipo de programa es la endogeneidad de la asignación del tratamiento (por ejemplo, la beca): Dado que los estudiantes de alto rendimiento tienen más probabilidades de obtener la beca de mérito y continuar obteniendo buenos grados, al mismo tiempo, la comparación de los resultados de los que obtuvieron la beca y los no beneficiarios conducirían a una estimación altamente sesgada. Incluso si la beca no mejoró las calificaciones en absoluto, los beneficiarios habrían obtenido mejores resultados que los no beneficiarios, simplemente porque las becas se otorgan a estudiantes que estaban funcionando bien ex ante.
A pesar de la ausencia de un diseño experimental, un DRD puede explotar características exógenas de la intervención para provocar efectos causales. Si todos los estudiantes por encima de un determinado grado-por ejemplo, el 80% se les da la beca, es posible obtener el efecto del tratamiento local mediante la comparación de los estudiantes alrededor del 80%: La intuición nos dice que un estudiante con calificación de 79% es probablemente muy parecido a un estudiante con calificación de 81%, dado el umbral predeterminado de 80%. Sin embargo, el segundo estudiante recibirá la beca mientras que el primero no. Al comparar los resultados del adjudicatario de la beca (grupo de tratamiento) con el resultado contrafactual del no-adjudicatario (grupo control), por tanto, veremos el efecto local del tratamiento.

## Metodología
Los dos enfoques más comunes para la estimación utilizando un DRD son el paramétrico y el no-paramétrico (normalmente regresión polinómica).

### Estimación no paramétrica
El método no paramétrico más común utilizado en el contexto DRD es una regresión lineal local. Esto es de la forma: 
{\displaystyle Y=\alpha +\tau D+\beta _{1}(X-c)+\beta _{2}D(X-c)+\epsilon }
donde {\displaystyle c-h\leq X\leq c+h} Donde {\displaystyle c} es el punto de corte del tratamiento, {\displaystyle D} es una variable binaria igual a uno si{\displaystyle X\geq c}, y {\displaystyle h} es el ancho de banda de datos utilizados. Se ajustan diferentes pendientes e intersecciones a cada lado del punto de corte. Por lo general se utiliza un kernel rectangular (sin ponderación) o triangular, siendo el último más popular en investigación pero el kernel rectangular tiene una interpretación más directa.
La principal ventaja de utilizar métodos no paramétricos en un DRD es que proporcionan estimaciones basadas en los datos más cerca del punto de corte, lo que los hace intuitivamente atractivo. Esto reduce algunos sesgos que puedan resultar del uso de datos más lejos del punto de corte para estimar la discontinuidad en el punto de corte.  De manera más formal, se prefieren las regresiones lineales locales, ya que tienen mejores propiedades de polarización y tienen una mejor convergencia.  Sin embargo, el uso de ambos tipos de estimación, si es factible, es una forma útil para argumentar que los resultados estimados no dependen demasiado del enfoque particular adoptado.